# Текшешти (Алба)
Текшешти (рум. Tecșești) насеље је у Румунији у округу Алба у општини Интрегалде. Oпштина се налази на надморској висини од 889 m.

## Становништво
Према подацима из 2002. године у насељу је живело 66 становника, од којих су сви румунске националности.